# Радислав
Радислав је свесловенско мушко име. Настало је од глагола радовати и именице слава. Женски облик овог имена је Радислава.

## Познате особе са овим именом
- Радислав Божовић
- Радислав Јевтовић
- Радислав Јовичић
- Радислав Крстић
- Радислав Лазаревић
- Радислав Лале
- Радислав Никчевић
- Радислав Тркуља